# Крест Евфросинии Полоцкой
Крест Евфроси́нии По́лоцкой (бел. Крыж Еўфрасінні Полацкай) — напрестольный крест, изготовленный для церкви Святого Спаса в городе Полоцке по заказу Евфросинии Полоцкой мастером Лазарем Богшей в 1161 году. Выполнен в форме шестиконечного креста высотой 51,8 сантиметра. Утерян во время Великой Отечественной войны и до сих пор не найден. В 1997 году брестским ювелиром-эмальером Николаем Кузьмичом была изготовлена полноразмерная копия креста.

## Описание
Шестиконечный крест высотой 51,8 см, длина верхнего перекрестия — 14 см, нижнего — 21 см. Основа выполнена из кипариса. К его передней и обратной поверхностям прикреплена 21 золотая, а к боковым — 20 серебряных пластин. Крест был отделан драгоценными камнями, орнаментом; край передней стороны креста обрамлен ниткой жемчуга.
Пластины передней стороны представляют собой иконописную композицию — великий, или расширенный деисус. На верхних концах креста размещены поясные изображение Иисуса Христа, Матери Божьей и Иоанна Предтечи; в центре нижнего перекрестия — четыре евангелиста; на концах — архангелы Гавриил и Михаил, в нижней части креста, после перекрестия — изображения святых Ефросинии Александрийской, Софии и великомученика Георгия (покровители заказчицы и её родителей).
В верхнем перекрестии прикреплен небольшой четырёхконечный, а в нижнем — шестиконечный крестики. На обратной стороне креста образы отцов церкви святых Иоанна Златоуста, Василия Великого, Григория Назианзина, апостолов Петра и Павла, первомученика Стефана, великомучеников Димитрия Солунского и Пантелеимона. Над каждым образком частично греческими, частично славянскими буквами сделаны надписи.
В середине креста в пяти квадратных подписанных гнездах находились реликвии: фрагменты Креста Христова с каплями его крови, камень из гробницы Божией Матери, частица от Гроба Господня, частицы мощей святых Стефана и Пантелеимона, кровь святого Димитрия.
В нижней части креста содержится авторская приписка: «Г(оспод)и, помози рабоу своему Лазорю, нареченомоу Богъши, съдѣлавшемоу крьстъ сии црькви С(вя)таго Спаса и Офросиньи». На боковых торцах креста по спирали в два ряда помещена следующая надпись:
Въ лѣ[то] 6000 и 669 покладаеть Офросинья чьстьныи кр(е)стъ въ манастыри своемь въ ц(е)ркви С(вя)т(о)го Сп(а)са. Чьстьное дрѣво бесцѣньно есть, а кованье его злото, и серебро, и камѣнье, и жьнчигъ въ 100 гривнъ, а др[ѣво] 40 гривнъ.
Да нѣ изнесѣться из манастыря никогда же, яко ни продати, ни отдаті, аще се кто прѣслоушаеть, изнесѣть и от манастыря, да не боуди емоу помощникъ чьстьныи кр(е)стъ ни въ сь вѣкъ, ни въ боудщии, и да боудеть проклятъ С(вя)тою Животворящею Троицею и с(вя)тыми отци 300 и 18 семию съборъ с(вя)тыхъ от(е)ць и боуди емоу часть съ Июдою, иже прѣда Х(ри)с(т)а. Кто же дрьзнеть сътвори с[ие], властелинъ или князь, или пискоупъ, или игоумѣнья, или инъ которыи любо ч(е)л(о)в(е)къ, а боуди емоу клятва си. Офросинья же раба Х(ри)с(то)ва, сътяжавъши кр(е)стъ сии, прииметь вѣчную жизнь съ всѣ[м]и с[вятыми].

## История
Крест был создан в 1161 году по заказу дочери полоцкого князя Святослава Всеславича, внучки Всеслава Брячиславича Предславы (в монашестве Евфросинии) полоцким мастером-ювелиром Лазарем Богшей. По просьбе Евфросинии Византийский император Мануил Комнин и патриарх Лука Хризоверх присылали для креста некоторые святыни.
До XIII века крест хранился в Полоцке, а после его захвата смоленским князем Мстиславом Давыдовичем 17 января 1222 года был перевезён в Смоленск, где находился до начала XVI века. В 1495 году в Смоленске была сделана копия креста нужная для того, чтобы не опускать ценный крест в воду при водосвятии.
«Когда же боголубезный царь и великий князь, мысля итти на оступников крестианския веры на безбожную Литву, бе же тогда в его царской казне крест полотцкий, украшен златом и камением драгим ... Нецыи же поведают: впрежнии некогда смолняне и полочане держаше у себя государей князей по своим волям, и меж себя смолняне с полочаны воевахуться, и тот крест честный смолняне в Полотцку взяша в войне и привезоша в Смоленск; егда же благочестивый государь князь Великий Василий Иванович вся Русии вотчину свою Смоленск взял, тогда же и тот честный крест во царствующий град Москву привезен. Царь же и великий князь тот крест обновити велел и украсити. И тот крест взя с собою и, имея надежу на милосерднаго Бога и на крестную силу, победити враги своя, еже и бысть».
В 1514 году Василий III, захватив Смоленск, вывез крест в Москву. Как большая драгоценность и военный трофей реликвия попала не в митрополичью, а в царскую казну и употреблялась в богослужениях редко по самым большим праздникам. Кроме того, в Москве крест был реставрирован.
Суеверный Иван Грозный, веря в «крестную силу» полоцкого креста (как и многих других реликвий), взял его в поход на Полоцк в 1563 году, видимо, поклявшись, что вернёт крест на прежнее место, в случае победы. Что и было исполнено, несмотря на высокую ценность креста.
В 1579 году Полоцк был взят королём польским и великим князем литовским Стефаном Баторием. Опасаясь грабежей со стороны войск Батория, православные монахи спрятали реликвию. После находки крест был перенесен в Софийский собор, который после Брестской церковной унии был передан униатам. Униаты, как и православные, почитали данную реликвию. Изучавший крест униатский архимандрит Игнатий Кульчинский писал:
Будучи доктором философии в нашем монастыре, я часто наблюдал, как чтут память этой святыни инокини нашего монастыря и жители полоцкие, а также довольно обширного воеводства. В кафедральной церкви полоцкой до сих пор хранится золотой крест великолепной работы с разными мощами.
Во время русской кампании Наполеона 1812 года в целях сохранности базилиане вмуровали крест в стену, а с окончанием войны вернули его в собор. После ликвидации унии в Российской империи в 1839 году реликвия снова перешла к православным. В 1841 году епископ Василий Лужинский возил крест в Москву и Петербург для поклонения. После пребывания в Москве и Петербурге реликвия была возвращена в Полоцк и помещена в соборе Спасо-Ефросиньевского монастыря (то есть в храм для которого крест и был изготовлен).
В 1928 году из Полоцка крест был перевезён в Минск, а в 1929 году в Могилёв в качестве экспоната Могилевского исторического музея. По одним сведениям он хранился в комнате-сейфе Могилевского обкома и горкома партии, по другим — в комнате-сейфе самого музея.
Крест был утерян во время Великой Отечественной войны и не найден до сих пор. При этом в 1943 и в 1945 годах секретарь ЦК КПБ Пантелеймон Пономаренко публично говорил о кресте, как о предмете искусства, который не был утрачен, а находился, по его мнению, в надёжном месте, но ещё не в распоряжении руководства СССР. Для вывоза партизанами Креста из села Недашева им была организована операция «Стол». По воспоминаниям дочери краснодеревщика Якова Орлова из села Недашево Могилевского района, Пономаренко в первых числах июля 1941 года привёз на машине со своей женой два чемодана на сохранение. После войны приезжал за чемоданами. Со слов дочери, немцы в феврале 1943 года разрушили их дом и убили всю семью Орлова. Самого Орлова и стол партизаны вывезли самолётом в Москву. Однако по воспоминаниям партизанского командира отряда, накануне этого в Недашево приезжал комендант Берлинского дворца, в котором хранились ценности германских императоров, в сопровождении трёх машин из Берлина. Исходя из высокой должности эксперта, вероятно им и были вывезли из Недашева все спрятанные ценности из Могилёвского музея, в том числе и крест.
В 1990 году ООН была предпринята попытка отыскать крест в США. В 1995 году возобновлены поиски креста спецслужбами Беларуси.

## Воссоздание
Во время празднования тысячелетия Полоцкой епархии и Православной церкви в Беларуси в 1992 году было решено воссоздать крест. Работу благословил патриарх Иерусалимский Диодор и патриарший экзарх всея Беларуси митрополит Филарет. Воссоздание креста было поручено брестскому ювелиру-эмальеру, члену Союза художников Беларуси Николаю Кузьмичу. 24 августа 1997 года митрополит Филарет освятил копию креста Евфросинии Полоцкой, которая в настоящее время хранится в Спасо-Преображенской церкви Полоцкого Спасо-Евфросиньевского женского монастыря.

## Использование в качестве символа
Крест иногда используется в качестве национального символа Беларуси. Крест с двумя перекладинами разной длины, который иногда воспринимается как изображение креста Евфросинии Полоцкой, является центральным элементом эмблемы оппозиционного движения «Молодой фронт» и одним из элементов государственного герба Беларуси в 1991—1995 годах, а также наконечником древка государственного бело-красно-белого флага.